# Bryan Smeets
Bryan George Jeffrey Smeets (Maastricht, 22 novembre 1992) è un calciatore olandese, centrocampista dell'MVV.